# Pawel Wladislawowitsch Suchow

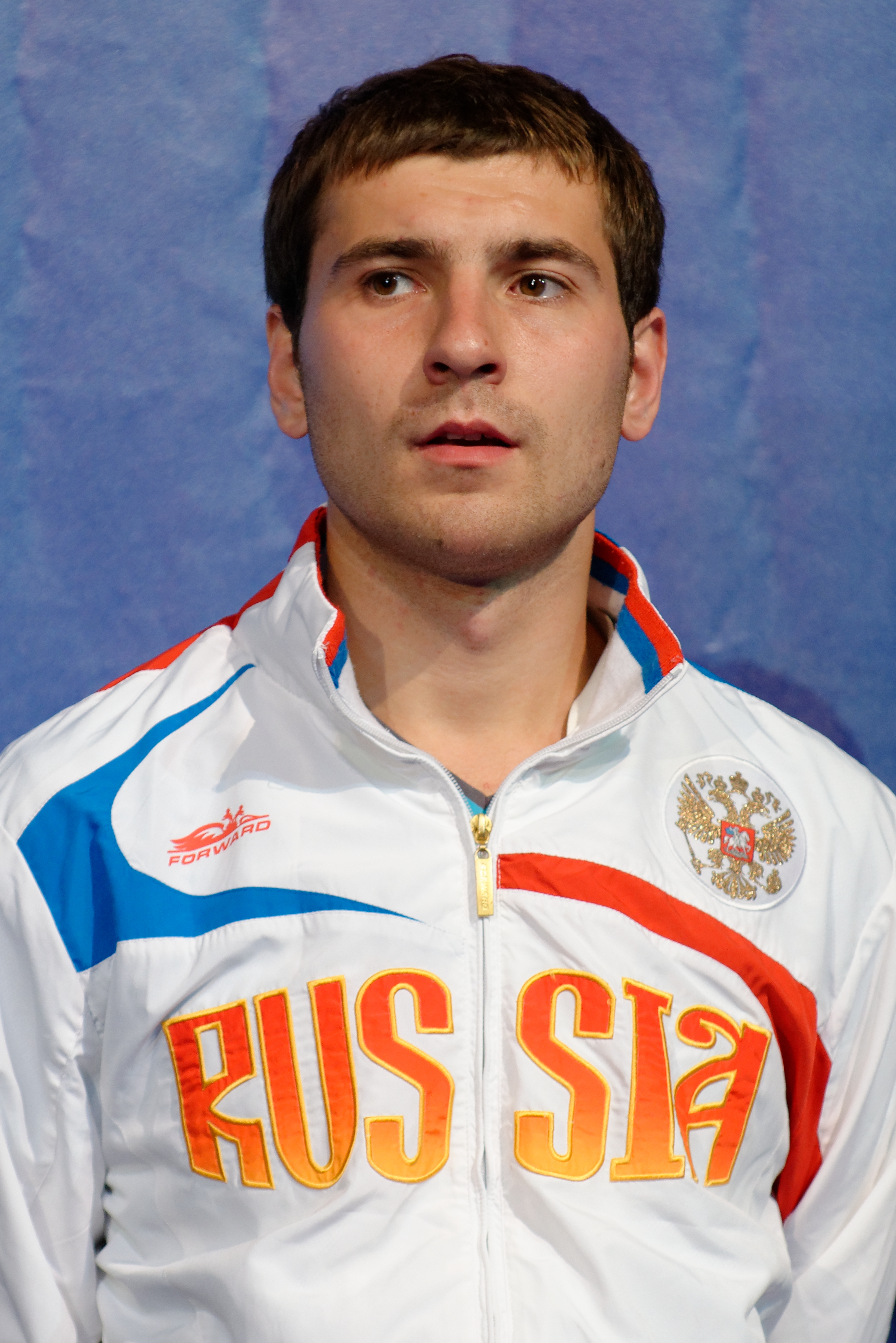
Bei den Fechtweltmeisterschaften 2013 in Budapest

Pawel Wladislawowitsch Suchow (russisch Павел Владимирович Сухов, englisch Pavel Sukhov; * 7. Mai 1988 in Kuibyschew, Russische SFSR, Sowjetunion) ist ein russischer Degenfechter.

## Erfolge
Pawl Suchow gewann im Jahr 2007 die Juniorenweltmeisterschaften in Belek mit der Degen-Mannschaft und errang bei den Junioreneuropameisterschaften in Posen Bronze mit der russischen Mannschaft.
2008 gewann Suchow den Coupe de la Paix in Ma’alot im Einzel und die Juniorenweltmeisterschaften in Acireale mit der Mannschaft, bei den Junioreneuropameisterschaften in Prag erreichte er Bronze mit der Mannschaft.
2010 gewann er den Heidenheimer Pokal und errang bei den Europameisterschaften in Leipzig Bronze im Einzel.
2012 wurde er in Legnano Einzeleuropameister. Bei den Olympischen Spielen in London schied er im Degen-Einzel gegen den späteren Bronzemedaillengewinner Jung Jin-sun aus und kam auf den 23. Platz.
Bei den Weltmeisterschaften 2013 in Budapest besiegt er im Viertelfinale den Deutschen Falk Spautz mit 15:14, unterlag jedoch im Halbfinale dem späteren Sieger Nikolai Novosjolov aus Estland knapp mit 14:15 und erhielt damit Bronze.
2014 errang er bei der Europameisterschaft in Straßburg Bronze mit der Mannschaft. 2019 wurde er mit ihr in Düsseldorf Europameister. Bei den 2021 ausgetragenen Olympischen Spielen 2020 in Tokio gewann er mit der Mannschaft die Silbermedaille.